# Brandisia
Brandisia es un género con 14 especies de plantas de flores perteneciente a la familia Scrophulariaceae. 

## Especies seleccionadas
- Brandisia annamitica
- Brandisia cauliflora
- Brandisia chevalieri
- Brandisia discolor
- Brandisia glabrescens